# Большевик (Чуйская область)
Большевик (кирг. Большевик) — село в Московском районе Чуйской области Кыргызстана. Входит в состав Сретенского айылного аймака.

## География
Село расположено в западной части области, к северу от Большого Чуйского канала, на расстоянии приблизительно 1 километра (по прямой) к северу от села Беловодского, административного центра района. Абсолютная высота — 698 метров над уровнем моря.

## Население
Согласно оценочным данным Национального статистического комитета Кыргызской Республики, численность населения села на начало 2023 года составляла 493 человека.
| год     | 2009 | 2014 | 2015 | 2020 | 2021 | 2023 |
| ------- | ---- | ---- | ---- | ---- | ---- | ---- |
| человек | 809  | 365  | 376  | 354  | 358  | 493  |